# Tripogon
Tripogon  es un género de plantas herbáceas,  perteneciente a la familia de las poáceas. Es originario de África tropical, Asia, Australia. Comprende 106 especies descritas y de estas, solo 46 aceptadas.

## Descripción
Son plantas perennes cespitosas diminutas. Con las hojas en su mayoría basales; la lígula es una membrana ciliada; láminas lineares, generalmente filiformes. Inflorescencia una espiga unilateral, delgada, solitaria, terminal, las espiguillas sésiles en 2 hileras en el raquis triquetro, adpresas. Espiguillas lineares, comprimidas lateralmente, con 3-numerosas flósculos bisexuales, el más superior estéril; desarticulación arriba de las glumas y entre los flósculos; glumas desiguales, membranáceas, 1-nervias, la inferior más corta que la superior; lemas membranáceas, 3-nervias, glabras, carinadas, emarginadas, mucronatas a aristadas; pálea c. 1/2 la longitud de la lema, 2-carinadas, las quillas angostamente aladas; callo barbado; lodículas 2; estambres 2 o 3; estilos 2. Fruto una cariopsis; embrión de 1/3 la longitud de la cariopsis; hilo punteado.

## Taxonomía
El género fue descrito por Roem. & Schult. y publicado en Systema Vegetabilium 2: 34, 600. 1817. La especie tipo es: Tripogon bromoides
Etimología
El nombre del género deriva de las palabras griegas tria (tres) y pogon (barba), refiriéndose a los pelos en la base de los lemas. 

## Especies
1. Tripogon africanus - Argelia, Marruecos, Túnez, Yibuti, Omán, Arabia Saudita
2. Tripogon anantaswamianus - India
3. Tripogon borii  - Tamil Nadu
4. Tripogon bromoides  - Subcontinente indio, Birmania
5. Tripogon capillatus - Omán, India, Birmania
6. Tripogon chinensis - China, Mongolia, Siberia, Corea, Japón, Vietnam, Filipinas
7. Tripogon copei  - Tamil Nadu
8. Tripogon curvatus  - Kenia
9. Tripogon debilis - Sichuan
10. Tripogon ekmanii  - Paraguay, Uruguay, Argentina
11. Tripogon filiformis  - China, subcontinente indio, Asia suroriental
12. Tripogon humilis  - Tíbet
13. Tripogon jacquemontii  - India
14. Tripogon larsenii  - Tailandia
15. Tripogon leptophyllus  - Eritrea, Etiopía, Sudán, Yemen, Omán
16. Tripogon liouae  - Tíbet
17. Tripogon lisboae  - India
18. Tripogon loliiformis  - Nueva Guinea, Australia
19. Tripogon longiaristatus  - China, Japón, Corea
20. Tripogon major  - África
21. Tripogon minimus - África incl. Madagascar + Cabo Verde
22. Tripogon modestus  - Angola, Malawi
23. Tripogon montanus  - Eritrea, Etiopía, Sudán, Uganda, Arabia Saudita, Yemen
24. Tripogon multiflorus - Cabo Verde, Níger, Chad, Eritrea, Etiopía, Kenia, Arabia Saudita, Omán, Yemen, Pakistán
25. Tripogon narayanae  - India
26. Tripogon nicorae  - Bolivia, Argentina, Chile
27. Tripogon oliganthos  - Yemen
28. Tripogon polyanthus  - India
29. Tripogon pungens  - India
30. Tripogon purpurascens  - Asia meridional desde Yemen a Xinjiang y Tailandia
31. Tripogon ravianus  - Tamil Nadu
32. Tripogon rupestris  - Yunnan, Nepal, Tíbet
33. Tripogon siamensis  - Tailandia
34. Tripogon sichuanicus  - Sichuan
35. Tripogon sivarajanii  - Kerala
36. Tripogon spicatus – desde Texas a Uruguay
37. Tripogon subtilissimus  - Kenia, Etiopía, Somalia, Yemen, Omán
38. Tripogon thorelii - Laos, Tailandia, Vietnam
39. Tripogon trifidus  - Himalaya, Yunnan, Indochina septentrional
40. Tripogon vellarianus  - Kerala
41. Tripogon velliangiriensis  - Tamil Nadu
42. Tripogon wardii - Sri Lanka, Birmania
43. Tripogon wightii  - India
44. Tripogon yunnanensis - Sichuan, Yunnan, Tíbet